# Anja
Anja (in cirillico: Аня) è un nome proprio di persona russo femminile.

## Origine e diffusione
Si tratta di un ipocoristico tipicamente russo del nome Anna, traslitterato anche nelle forme Anya e Ania.
Analogamente a Sonia, il suo uso ha travalicato i confini della lingua russa, venendo adottato in numerose altre lingue: è attestato, nella forma Anja, in svedese, danese, norvegese, finlandese, tedesco, croato e sloveno, mentre in polacco si ritrova come Ania e Hania.

## Onomastico
Il nome Anja non ha santa patrona, quindi è adespota; l'onomastico ricade il 1º novembre, giorno di Ognissanti, ma è anche possibile festeggiarlo lo stesso giorno del nome Anna, da cui deriva.

## Persone

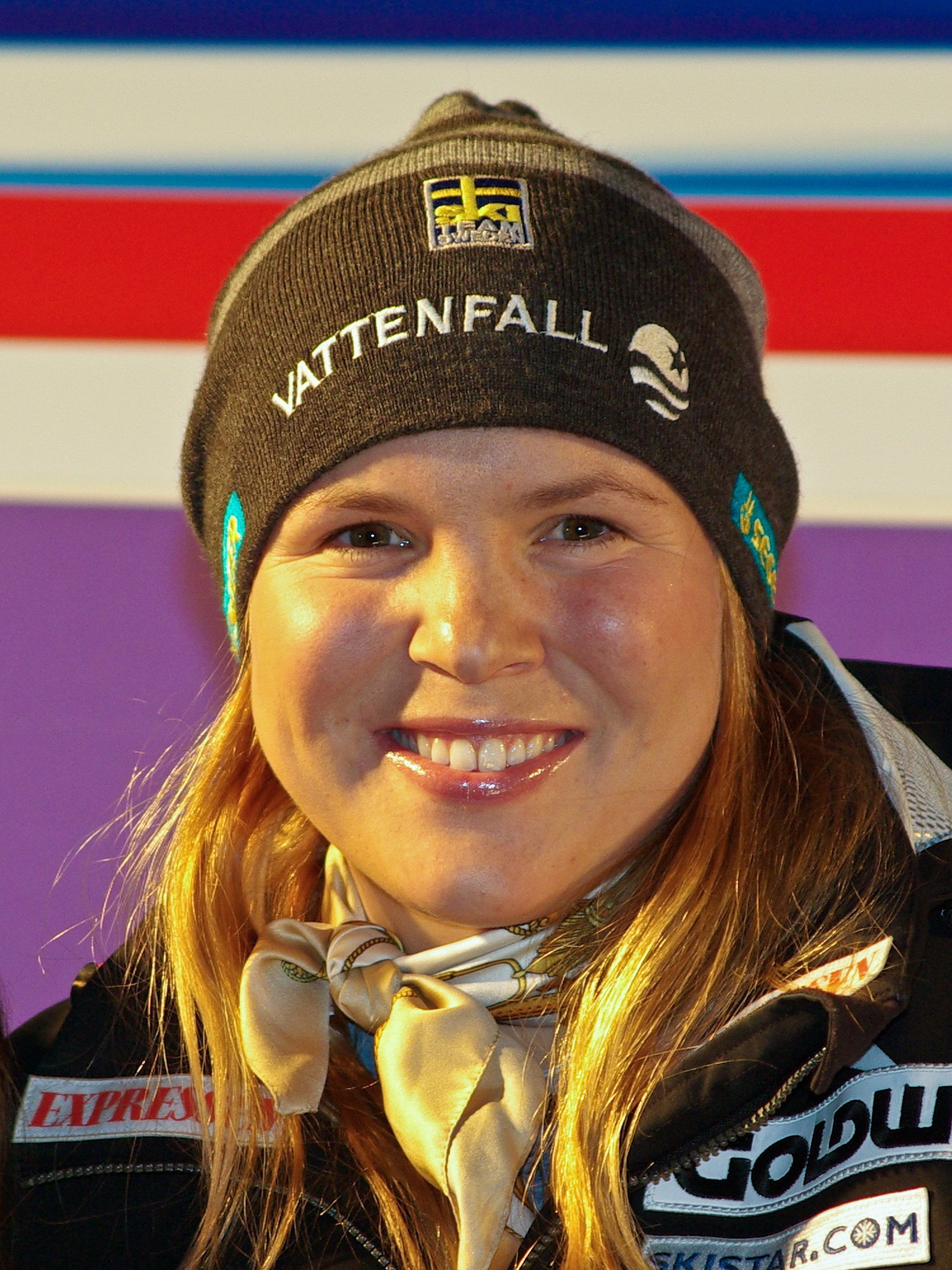
Anja Pärson

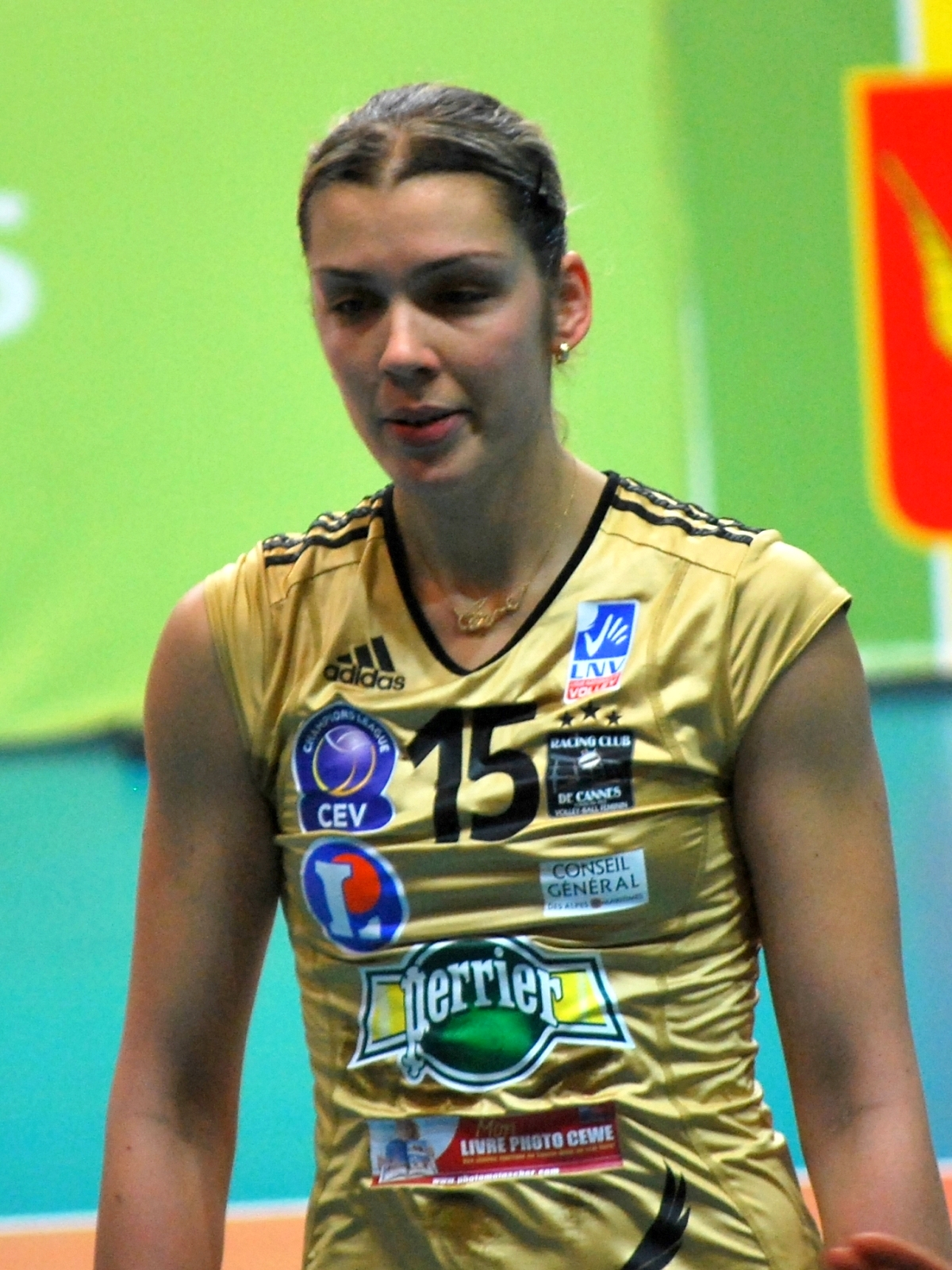
Anja Spasojević

- Anja Blieninger, sciatrice alpina tedesca
- Anja Boche, attrice tedesca
- Anja Dittmer, triatleta tedesca
- Anja Fichtel-Mauritz, schermitrice tedesca
- Anja Garbarek, cantante norvegese
- Anja Haas, sciatrice alpina austriaca
- Anja Huber, skeletonista tedesca
- Anja Kling, attrice tedesca
- Anja Milenkovič, calciatrice slovena
- Anja Mittag, calciatrice tedesca
- Anja Möllenbeck, atleta tedesca
- Anja Niedringhaus, fotoreporter tedesca
- Anja Pärson, sciatrice alpina svedese
- Anja Plaschg, cantante austriaca
- Anja Rubik, modella polacca
- Anja Rücker, atleta tedesca
- Anja Schache, schermitrice tedesca
- Anja Schneiderheinze, bobbista tedesca
- Anja Schüte, attrice tedesca
- Anja Silja, soprano tedesco
- Anja Spasojević, pallavolista serba
- Anja Straub, schermitrice svizzera
- Anja Šaranović, modella serba

### Variante Anya

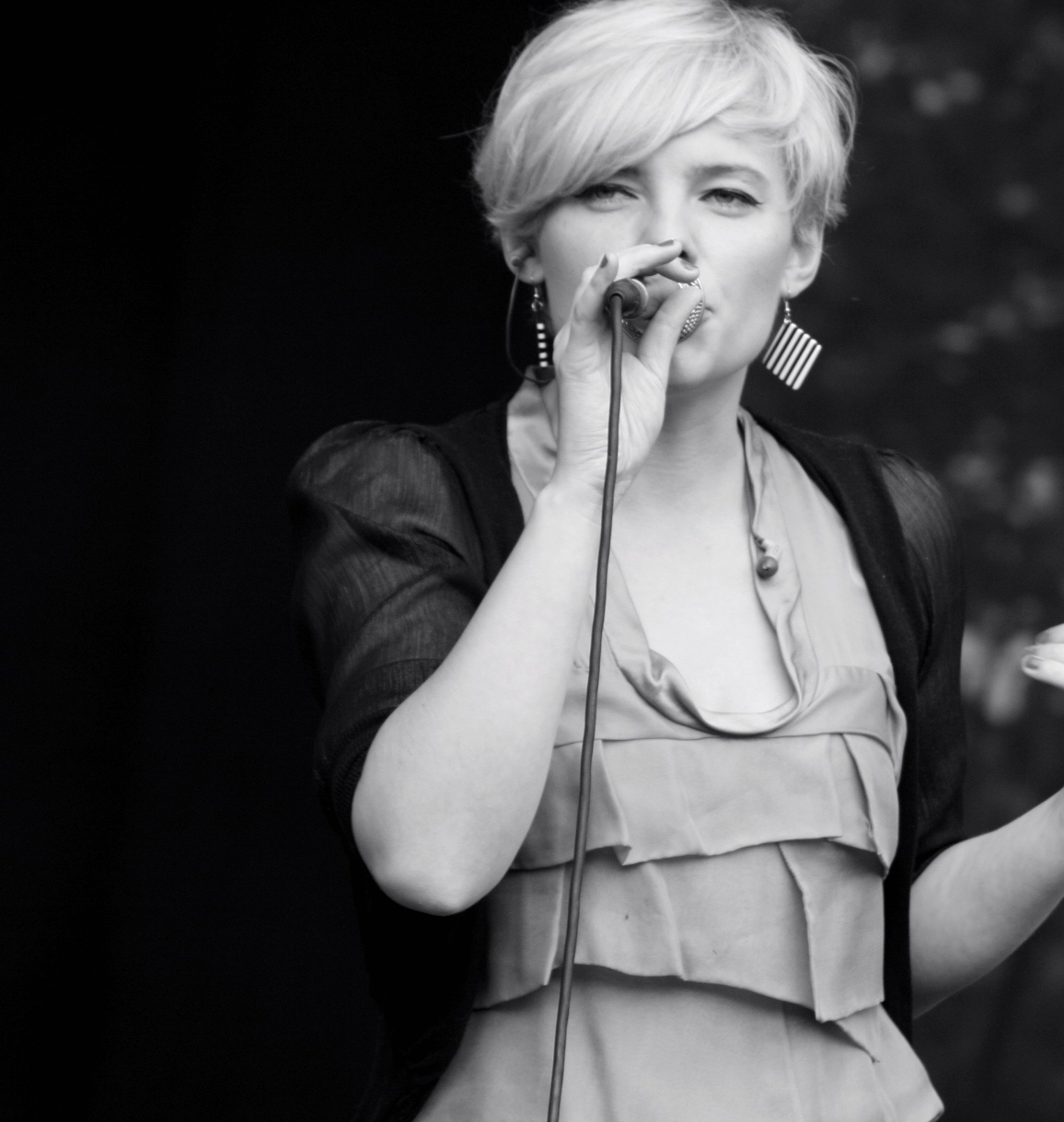
Ania

- Anya Ayoung-Chee, modella trinidadiana
- Anya Corke, scacchista cinese
- Anya Marian, cantante rumena
- Anya Rozova, modella russa
- Anya Taylor-Joy, attrice britannica

### Variante Ania
- Ania, cantante polacca
- Ania Cecilia, cantautrice italiana
- Ania Marson, attrice britannica
- Ania Pieroni, attrice italiana

## Il nome nelle arti
- Anya Alstreim è un personaggio della serie manga e anime Code Geass: Lelouch of the Rebellion.
- Anya Amasova è un personaggio del film del 1977 La spia che mi amava, diretto da Lewis Gilbert.
- Anya Corazon è un personaggio dei fumetti Marvel Comics.
- Anya Forger è un personaggio della serie manga e anime Spy × Family.
- Anya Jenkins è un personaggio della serie televisiva Buffy l'ammazzavampiri.
- Anja - Real Love Girl è un film thriller del 2020 diretto da Paolo Martini e Pablo Benedetti.